# 掛下町
掛下町（かけしたちょう）は、愛知県瀬戸市山口連区の町名。現行行政地名は掛下町1丁目と2丁目。

## 地理
- 瀬戸市の南部に位置する[8]。南から西を南山口町、北を池田町・柳ケ坪町・田中町、東を大坪町・上之山町と隣接している[8]。
- 水田地帯[8]。南方の南山丘陵から流入する薬師川の西側が1丁目、東側が2丁目[8]。
- 南山口町境の丘陵を整地して掛下住宅団地が建設された[8]。

### 河川
- 矢田川（山口川）[8] ： 町の北端、池田町・柳ケ坪町・田中町との町境付近を西流している。
- 薬師川（矢田川支流） ： 町の南東部から北部に向かって流れ、町の北端部で矢田川に注ぎ込んでいる。
- 神明川（矢田川支流） ： 町の西部を北流し、町の北西部で矢田川に注ぎ込んでいる。

- 矢田川（掛下町・柳ケ坪町境）
- 薬師川（掛下町内）
- 矢田川と薬師川の合流点[注釈 2]
- 神明川（掛下町内）
- 矢田川と神明川の合流点[注釈 3]

### 学区
市立小・中学校に通う場合、学区は以下の通りとなる。また、公立高等学校普通科に通う場合の学区は以下の通りとなる。
| 番・番地等 | 小学校               | 中学校             | 高等学校 |
| ---------- | -------------------- | ------------------ | -------- |
| 全域       | 瀬戸市立幡山東小学校 | 瀬戸市立幡山中学校 | 尾張学区 |

## 歴史

### 町名の由来
天和の村水害（1680年代）、天明の大洪水（1780年代）等でこの地の山が削り取られ、崖の下すなわち掛下、また山が欠けたために欠下と言われていたが、町名設定の際に掛下町と名付けられた。

### 沿革
- 1981年（昭和56年）3月31日 - 瀬戸市大字山口字大坪・南山の各一部[注釈 4]により、同市掛下町として成立[12]。

## 世帯数と人口
2024年（令和6年）2月1日現在の世帯数と人口は以下の通りである。
| 町丁        | 世帯数 | 人口  |
| ----------- | ------ | ----- |
| 掛下町1丁目 | 68世帯 | 184人 |
| 掛下町2丁目 | 19世帯 | 46人  |
| 計          | 87世帯 | 230人 |

### 人口の変遷
国勢調査による人口の推移
| 1995年（平成7年）  | 187人 | [ 13 ] |  |
| 2000年（平成12年） | 177人 | [ 14 ] |  |
| 2005年（平成17年） | 173人 | [ 15 ] |  |
| 2010年（平成22年） | 156人 | [ 16 ] |  |
| 2015年（平成27年） | 140人 | [ 17 ] |  |
| 2020年（令和2年）  | 228人 | [ 18 ] |  |

### 世帯数の変遷
国勢調査による世帯数の推移。
| 1995年（平成7年）  | 46世帯 | [ 13 ] |  |
| 2000年（平成12年） | 50世帯 | [ 14 ] |  |
| 2005年（平成17年） | 51世帯 | [ 15 ] |  |
| 2010年（平成22年） | 52世帯 | [ 16 ] |  |
| 2015年（平成27年） | 46世帯 | [ 17 ] |  |
| 2020年（令和2年）  | 80世帯 | [ 18 ] |  |

## 交通

### 鉄道
町内に鉄道は走っていない。最寄り駅は愛知環状鉄道・愛知環状鉄道線山口駅になる。

### バス
町内にバスは走っていない。最寄りのバス停は、瀬戸市コミュニティバス「上之山線」の大坪町バス停、または名鉄バス「東山線」【18】系統の南山口町バス停になる。

### 道路
町内に国道・県道は通っていない。

## 施設
- Nijiiro Lamp ： ステンドグラスランプの専門店[19]。オンラインショップや教室、ギャラリーを兼ね備えたカフェを運営[19]。
- 中日新聞 幡山専売所 加藤新聞店

- Nijiiro Lamp
- 中日新聞 幡山専売所 加藤新聞店

## その他

### 日本郵便
- 郵便番号 : 489-0966[6]（集配局：瀬戸郵便局[20]）。